# Grażyna Zambrzycka
Grażyna Zambrzycka (ur. 24 maja 1956 w Olsztynie) – polska poetka mieszkająca w Kanadzie.
Absolwentka Wydziału Filologii Polskiej Uniwersytetu Jagiellońskiego. Laureatka wyróżnienia w konkursie o Nagrodę Poetycką im. Kazimiery Iłłakowiczówny 1993 za tom Wiersze i pieśni. Laureatka Nagrody Fundacji Turzańskich za lata 2007-2009. W 2024 nominowana do Orfeusza –Nagrody Poetyckiej im. K.I. Gałczyńskiego za tom Księga przyjaciół. Publikowała m.in. we Frazie, w Strumieniu i Zeszytach Literackich. Od 1981 mieszka w Vancouver.

## Poezja
- Wiersze i pieśni (Wydawnictwo Decora, Olsztyn 1993)
- Opowiedzieć jeszcze raz (Kanada 1995)
- Litery dla Safony i inne wiersze (Stowarzyszenie Pisarzy Polskich Oddział w Olsztynie, Olsztyn 2002)
- Godzina w katedrze. Studium (Polski Fundusz Wydawniczy w Kanadzie, Toronto 2008)
- Portret z lustrem w tle (Towarzystwo Przyjaciół Sopotu, Sopot 2010) - Biblioteka Toposu, t. 54
- Bóg miodu. Notatnik jukatański (Stowarzyszenie Literacko-Artystyczne Fraza, Polski Fundusz Wydawniczy w Kanadzie, Rzeszów-Toronto 2011)
- Niewidzialny zapaśnik (Stowarzyszenie Literacko-Artystyczne Fraza, Polski Fundusz Wydawniczy w Kanadzie, Rzeszów-Toronto 2015)
- Wiatry (Wydawnictwo "Strumienia"), 2015 w Surrey (Kanada) - (wybór wierszy poetów Zachodniego Wybrzeża)